# エムエフエス
エムエフエス株式会社（MFS, Inc.）は、かつて存在した、東京都中央区に本社を置くフードサービス企業。
2011年5月から、西洋フード・コンパスグループ（現：コンパスグループ・ジャパン）傘下に属していた 。

## 主な事業展開
高速道路サービスエリア
- EXPASA足柄（東名高速道路 足柄サービスエリア 上り線）　-　複数店舗

研修施設
- 国立オリンピック記念青少年総合センター　カルチャー棟　-　レストラン「とき」

学生食堂
- 立教大学

## 沿革
- 1959年（昭和34年）09月 - 森永製菓株式会社の「森永食堂」として開設される。
- 1960年（昭和35年）11月 - 株式会社森永食堂として設立。
- 1974年（昭和49年）10月 - 森永フードサービス株式会社に社名変更。
- 1995年（平成07年）04月 - 株式会社森永レストランハイウェイと合併し、足柄サービスエリアの「足柄森永レストラン」の経営を継承。
- 2011年（平成23年）06月 - 森永製菓から西洋フード・コンパスグループへの株式譲渡と共に、エムエフエス株式会社に再改称。[2]
- 2022年（令和4年）02月 - グループ会社の栄食メディックス株式会社、ユーレストジャパン株式会社、日本給食サービス株式会社とともに、コンパスグループ・ジャパンに吸収合併[3]。